# Maison von der Leyen
 (octobre 2024).
Si vous disposez d'ouvrages ou d'articles de référence ou si vous connaissez des sites web de qualité traitant du thème abordé ici, merci de compléter l'article en donnant les références utiles à sa vérifiabilité et en les liant à la section « Notes et références ».
La maison von der Leyen est une ancienne famille allemande de haute noblesse, de rang princier et historiquement souverain dans la principauté de la Leyen, dont l'origine se situe au milieu du Xe siècle et qui possédait des propriétés à la Moselle, au Rhin et en Souabe.
Cette famille de haute noblesse est à distinguer de la famille von der Leyen (soyeux), une famille d'industriels de la soie qui fut anoblie en 1786 et qui ne porte pas les mêmes armes.

## Histoire

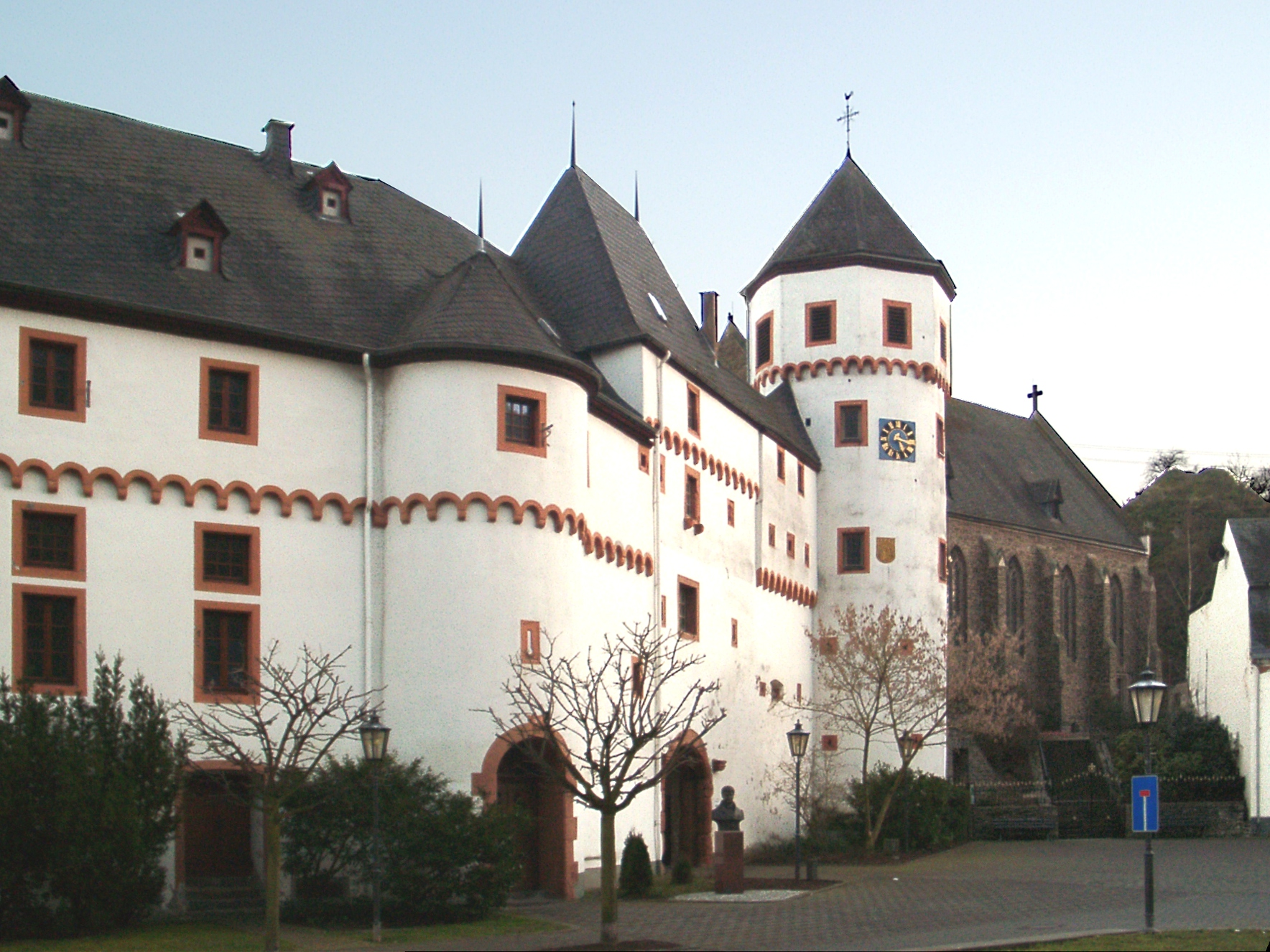
Château de Gondorf (Moselle)

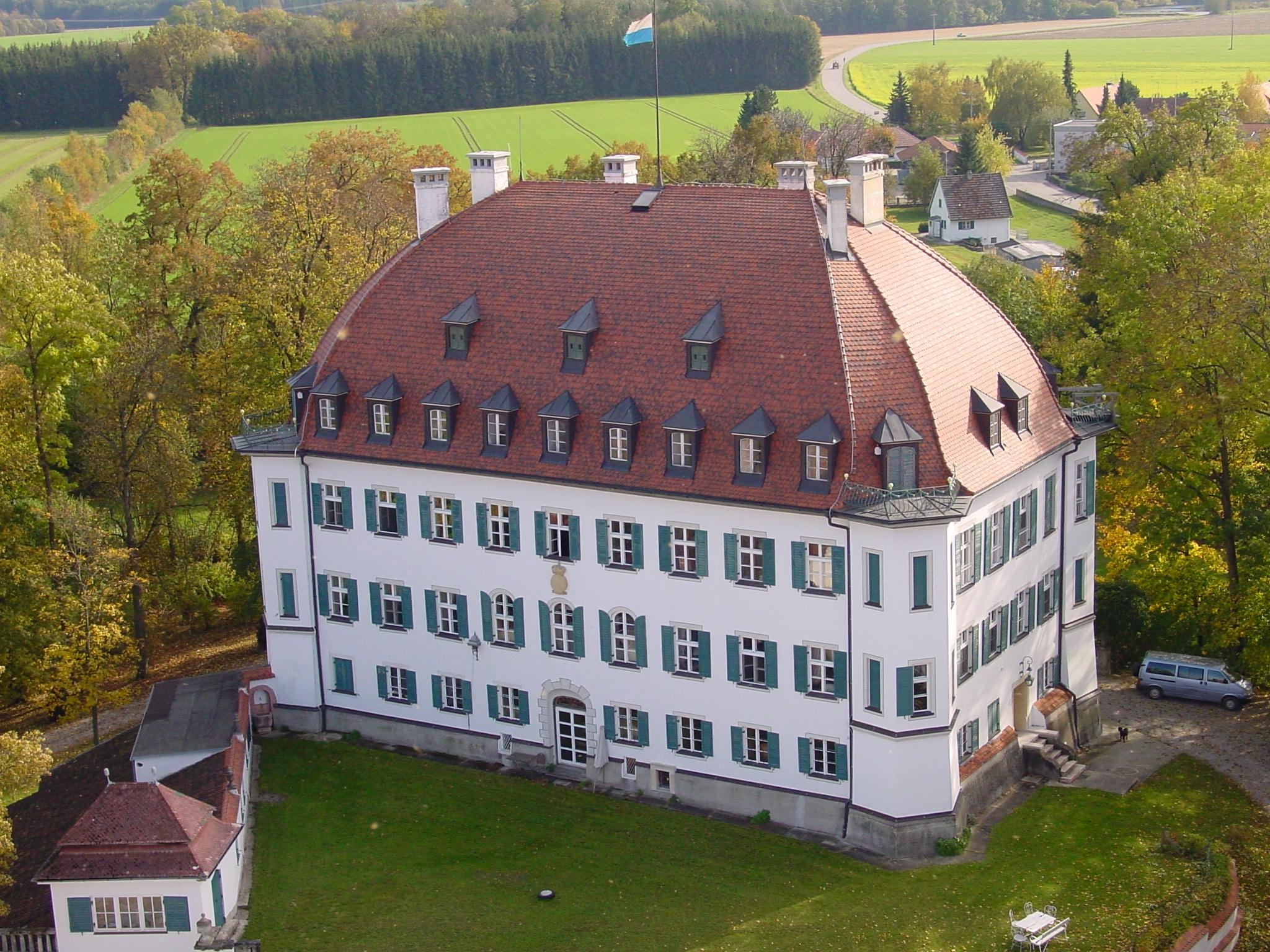
Château de Waal (Souabe bavaroise), rèsidence de la famille depuis 1820

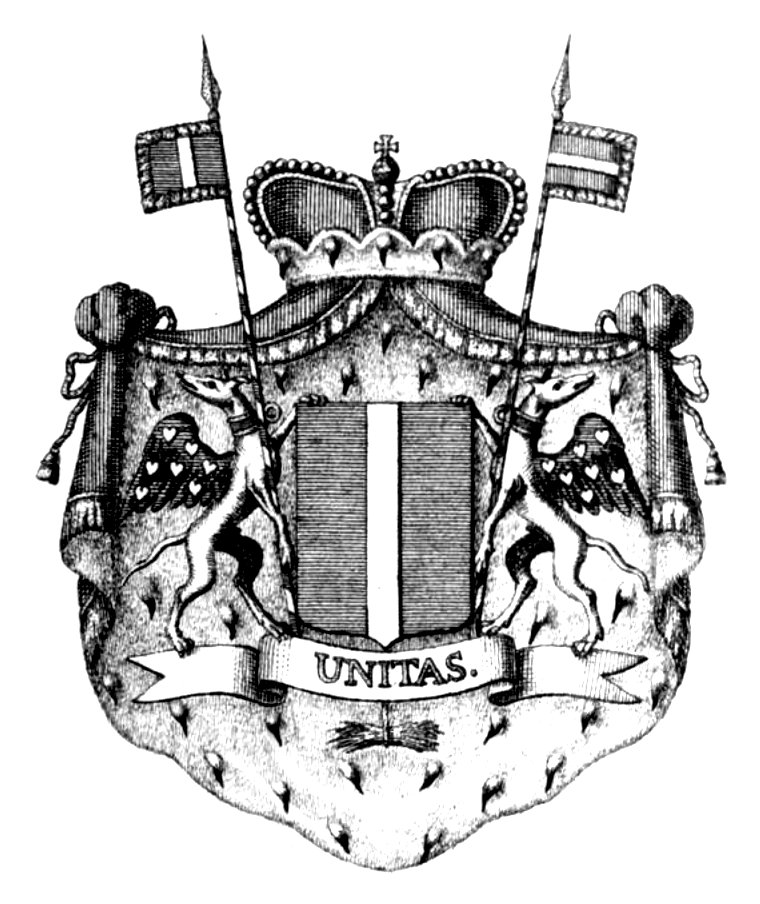
Blason princier

À l'origine, la famille portait le nom de Petra ou était appelé par le nom de son château de Gondorf. Depuis le quatorzième siècle, on l'appelle von der Leyen. Ses membres avaient l'office héréditaire de sénéchal à l'évêché de Trèves (électorat de Trèves).
Elle reçut de l'empereur Ferdinand III le titre de baron en 1653, obtint en 1705 la seigneurie de Hohengeroldseck, et le titre de comte du Saint-Empire en 1711 (comté de Hohengeroldseck en Souabe), et entra en 1806, avec le titre de prince, dans la confédération du Rhin avec la principauté de Hohengeroldseck. Cette maison possédait aussi de nombreuses seigneuries sur le Rhin et la Moselle, et depuis 1820 celle de Waal, près d'Augsbourg dans la Souabe bavaroise où elle réside à ce jour.
Avant 1660, Hugo Ernst (ligne Leyen-Adendorf (à Wachtberg-Adendorf) devint seigneur de Blieskastel et, en 1657, fut créé Reichsfreiherr (baron impérial) von der Leyen. Outre ses territoires dispersés, la famille acquit les châteaux de Burresheim et de Blieskastel avant 1660, où ils construisirent une résidence vers 1760. En 1697, le Reichsfreiherr Karl Caspar reçut le comté de Hohengeroldseck comme un fief de l'Autriche. En 1711, il créa Reichsgraf (comte impérial) von der Leyen.
Le comte François-Philippe von der Leyen conserve toujours le comté de Geroldseck. À son arrivée dans la confédération du Rhin en 1806, il fut créé Fürst (prince souverain) von der Leyen et le comté de Hohengeroldseck devint la principauté de la Leyen. Le frère de sa mère était Charles-Théodore de Dalberg, Prince-Primat de la confédération du Rhin et grand-duc de Francfort. C'est grâce aux bonnes relations de celui avec l'Empereur Napoléon Ier qu'il a récupéré ses possessions autour de Gondorf le 10 mai 1804 par décret personnel de l'Empereur. Comme ils se trouvaient sur la rive gauche du Rhin ils furent confisqués par la France en 1794. En 1806, le comte tenta d'obtenir le produit financier de l'Eichsfeld que son oncle, électeur de Mayence, avait dû céder à la Prusse. En 1807, von der Leyen essaya à nouveau à Paris d'obtenir au moins Erfurt et des parties de l'ancien comté de Hanau au lieu d'Eichsfeld. Napoléon se serait plaint à Dalberg de "l'insatiation" du prince, mais il lui alloua 200 000 francs en 1808 à l'occasion de l'entrevue d'Erfurt. Après la chute de de Napoléon, le congrès de Vienne a retiré la souveraineté de von der Leyen et a placé le comté de Hohengeroldseck sous la souveraineté des Habsbourg et en 1819 il fut médiatisés au profit du grand-duché de Bade. Le titre de Fürst a été gardé par la maison de Leyen. Les princes ont conservé leur statut, leur égalité avec les maisons souveraines restantes et certains droits politiques spéciaux en leur qualité de « Standesherren » (« seigneurs de rang »), créés par l'acte confédéral allemand.
Deux membres de la famille sont devenus archevêque de Trèves :
- 1556-1567, le prince électeur Johann von der Leyen
- 1652-1676, le prince électeur Charles-Gaspard von der Leyen-Hohengeroldseck

Et un archevêque de Mayence :
- 1675–1678 Prince électeur et archichancelier du Saint-Empire romain germanique Damien-Hartard de la Leyen-Hohengeroldseck

Erwein Otto Philipp prince von der Leyen (1894-1970), décédé sans héritier mâle, laissa son titre et la propriété familiale à Waal au fils de sa fille aînée, son petit-fils Philipp Erwein Reichsfreiherr (baron de l'Empire) von Freyberg zu Eisenberg (né en 1967), 7e prince von der Leyen und zu Hohengeroldseck, qu'il adopta. Le fils aîné de ce dernier, Wolfram, prince héréditaire von der Leyen und zu Hohengeroldseck (né en 1990), est destiné à lui succéder. Le prince Philipp-Erwein IV, l'actuel chef de la famille, est issu notamment de Frédéric II (empereur du Saint-Empire), Vsevolod Ier de Kiev, Hugues Capet, Éric VI de Suède, Jules II et Paul III.
Les membres de la maison de la Leyen portent aujourd'hui une appellation de courtoisie utilisant en privé leur prédicat historique d'Altesse Sérénissime. Bien que le droit allemand ne reconnaisse plus le statut des maisons nobles ni leurs titres et prédicats, le gouvernement autorise néanmoins, depuis 1919, l'utilisation des titres en lieu du nom de famille (ex. : Philipp Prinz von der Leyen ou Maria-Adelheid Prinzessin von der Leyen).
Cette famille compte également la mystique Eugénie von der Leyen (1867-1929).

## Armes
Les armes de la famille se blasonnent ainsi : D'azur au pal d'argent.